# Jean Beguin

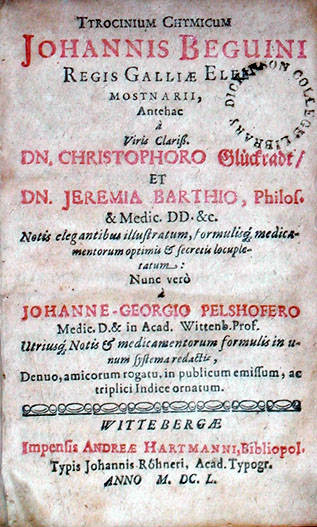
Tyrocinium Chymicum, de Jean Beguin.

Jean Beguin (1550–1620) foi um químico conhecido graças à sua obra Tyrocinium Chymicum em 1610, que foi uma das primeiras obras escritas sobre química. Beguin fez a primeira equação química de que há registo, num diagrama em que um ou mais reagentes que criam uma reacção.